# 鲁埃廖
鲁埃廖（義大利語：Rueglio），是意大利皮埃蒙特大区都靈廣域市的一个市镇。总面积15平方公里，人口773人，人口密度51.5人/平方公里（2009年）。ISTAT代码为001230。